# Iglesia de San Pancracio (Londres)
La iglesia de San Pancracio en Londres  (en inglés "St Pancras Church") es una antigua construcción ubicada en la calle Euston. Fue fundada en 1822.

## Historia
La iglesia fue dedicada al mártir San Pancracio. Diseñada por los hermanos William y Henry Inwood. El campanario octogonal y como distintivo tiene seis importantes columnas jónicas, la columnata de la fachada están inspirados en la torre de los Vientos del Ágora de Atenas. En el pórtico en el extremo oeste de la iglesia una ejemplo del renacimiento de arquitectura griega, en Londres. En su interior hay importantes y coloridos vitrales.